# Трудгельмир
Тру́дгельмир (др.-сканд. Þrúðgelmir) — в скандинавской мифологии шестиголовый великан, сын Имира.

## Этимология
Þrúðgelmir происходит от двух слов: þruð («сила») и gelmir (выводимого из galm, что означает «сильная буря», «тяга»). По другой версии Þrúðgelmir переводится как «крикун силы» (англ. strength-yeller).

## Трудгельмир в Эдде
Имя Трудгельмир встречается в Эдде один-единственный раз — Старшая Эдда, Речи Вафтруднира, строфа 29 — где он упоминается как отец Бергельмира и сын Аургельмира (то есть Имира). Строфа 33 раскрывает происхождение Трудгельмира от своего отца: «fótr við foti gat ins fróða iotuns sexhǫfðaðan son» (в переводе В. Г. Тихомирова: «нога с ногою зачали йотуну шестиголового сына»).
В Младшей Эдде о Трудгельмире не сообщается вовсе (за исключением «Списка имён», завершающего книгу, где Снорри Стурлусон, перечисляя всех великанов, среди прочих упоминает Трудгельмира), и там место сына Имира занимает Бергельмир. В ней же отмечается, что в крови убитого Одином, Вили и Ве Имира утонули все великаны, за исключением Бергельмира, его детей и жены.

## Интерпретации и мнения
Поскольку информация о Трудгельмире крайне скупа, то в современной литературе можно встретить попытки уточнить его рождение: возможно, он был зачат от трения пяток Имира или как следствие гермафродитизма его единственного родителя. Другим результатом толкования текста Эдды является объяснение происхождения его сына Бергельмира, который появился на свет, якобы, от связи Трудгельмира со своей безымянной сестрой, родившейся из пота Имира под его левой рукой.
Возможно, что Трудгельмир был и вовсе искусственно введён в повествование Старшей Эдды с единственной целью, чтобы родословная протогигантов получила три поколения: Имир—Трудгельмир—Бергельмир. С этой позицией согласуется мнение, что Трудгельмир может быть лишь метафорой (или синонимом) к слову йотун-великан.
У известного австрийского оккультиста Гвидо фон Листа Трудгельмир является основателем третьей расы, в которой появилось различие между мужским и женским началом и которая впервые начала размножаться половым путём. В этой классификации родоначальником первых двух рас назван Имир, четвёртой (атланты) — Бергельмир, а к пятой относятся люди.